# Cr 121
Cr 121 è un'estesa associazione stellare visibile nella costellazione del Cane Maggiore; secondo diversi studi, si tratta di un gruppo di stelle legato all'associazione Canis Major OB1, legato fisicamente alla Nebulosa Gabbiano.
Sebbene si tratti di un'associazione poco nota e poco rilevante da un punto di vista osservativo a livello amatoriale, alcune ipotesi affermano che potrebbe aver avuto un ruolo fondamentale nella distribuzione di alcuni dei complessi nebulosi molecolari osservabili nella sua direzione.

## Osservazione

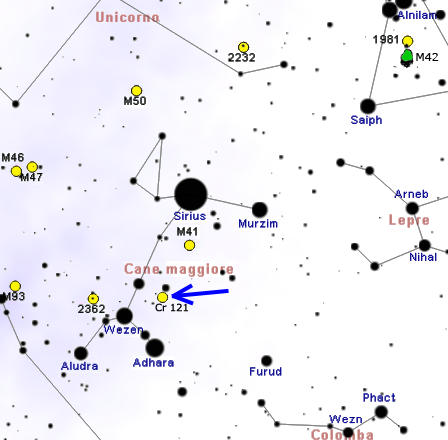
Mappa per individuare Cr 121.

Cr 121 appare come un'associazione stellare molto dispersa, al punto che nelle osservazioni amatoriali non viene preso in considerazione: al binocolo appare come una vaga concentrazione di stelle azzurrognole o biancastre molto deboli disperse su un'area di quasi 1°. La sua posizione è facilmente individuabile, trovandosi poco a sud del centro della costellazione del Cane Maggiore: punto di riferimento è l'asse che congiunge la brillante stella Sirio a Wezen, la più settentrionale del triangolo luminoso posto a sud della costellazione; a circa 3/4 dell'asse in direzione di Wezen si trova una stella azzurra di terza magnitudine, nota come ο2 Canis Majoris, utilizzabile come riferimento per individuare, poco meno di 2° ad ovest, una stella di simile luminosità, ma dal colore marcatamente rossastro, la ο1 Canis Majoris. Questa seconda stella sembra dominare la parte settentrionale dell'associazione, che è visibile immediatamente più a sud come un gruppo sparso di stelle poco appariscenti, sebbene in realtà non ne faccia parte, essendo molto in primo piano.
Il periodo più propizio per la sua osservazione nel cielo della sera è compreso fra i mesi di dicembre e aprile, ossia quando il Cane Maggiore appare visibile già dopo il tramonto; essendo questa una costellazione australe e essendo Cr 121 ad una declinazione di -24°, la sua osservazione è penalizzata dall'emisfero boreale: la sua altezza sull'orizzonte dalla fascia temperata boreale è sempre piuttosto ridotta, anche se alle medie e basse latitudini è comunque osservabile senza alcuna difficoltà sull'orizzonte meridionale. In prossimità del circolo polare artico diventa invisibile, mentre al Tropico del Capricorno si presenta allo zenit. Alle latitudini antartiche, al contrario, appare circumpolare.

## Caratteristiche
La natura di Cr 121 è stata a lungo dibattuta. In origine venne indicato come un ammasso molto sparso costituito da una ventina di stelle di classe spettrale B situato alla distanza di circa 1250 parsec. Tale distanza è stata poi oggetto di profonde modifiche e vennero proposte alternativamente stime attorno ai 500-600 parsec e attorno ai 1000-1200 parsec, rendendolo così uno degli oggetti più controversi di questa parte di cielo. Col lancio del satellite Hipparcos, fu calcolata la parallasse di 103 delle stelle osservabili in direzione dell'associazione; il risultato fu che queste stelle si trovavano alla distanza di 592±28 parsec, dunque alla metà della distanza inizialmente stimata. A queste stelle venne aggiunta la stella di Wolf-Rayet WR 6, visibile poco più a nord dell'associazione e posta alla stessa distanza dell'ammasso aperto M41. Tuttavia, a causa del grande campione di stelle analizzate, è possibile che siano state considerate anche una moltitudine di stelle visibili in direzione dell'ammasso ma non necessariamente associate ad esso, in quanto poste in primo piano; secondo alcuni studi queste stelle visibili in sovrapposizione farebbero parte di un'associazione di stelle giovani (un'associazione OB) connessa a M41 e indicata come Canis Major OB2. Cr 121 invece sarebbe un oggetto molto più lontano e più compatto, e le stelle di pre-sequenza principale facenti invece realmente parte di quest'ammasso si troverebbero a circa 1050 parsec, alla stessa distanza di un'altra associazione OB, nota come Canis Major OB1 e legata fisicamente alla Nebulosa Gabbiano.
Un'altra importante questione riguarda l'impatto di quest'associazione nell'ambiente galattico circostante. Uno studio del 1998 ha mostrato l'esistenza di una gigantesca superbolla in espansione che ha prodotto una regione in cui la densità del mezzo interstellare è notevolmente inferiore alla media; questa superbolla, denominata GSH 238+00+09, si trova alla longitudine galattica 238° e si estende per circa 440 parsec di diametro alla distanza di circa 800 parsec dal Sole. Si è ipotizzato che una superbolla di queste dimensioni possa essere stata generata dall'esplosione di almeno una trentina di supernovae, il che non sarebbe un evento raro, dato che le stelle supermassicce di un giovane ammasso possono esplodere come supernovae nel giro di pochi milioni di anni dalla loro nascita; l'ammasso indicato come il sito più probabile in cui hanno avuto luogo queste esplosioni sarebbe proprio Cr 121, a causa della sua posizione compatibile. La potente onda d'urto che si è generata avrebbe investito alcune delle regioni circostanti poste entro un raggio di 500 parsec, come la Nebulosa di Gum, il Complesso di Monoceros R2 e probabilmente anche il grande Complesso di Orione, favorendo in esse alcuni fenomeni di formazione stellare.